# Gara di famiglia
Gara di famiglia (Relative Chaos) è un film per la televisione del 2006 con protagonista Christopher Gorham, Charisma Carpenter e Nicholas Brendon.il film è stato diretto da Steven Robman.

## Trama
In una riunione di famiglia annuale, il più giovane dei tre fratelli tenta di vincere una competizione atletica di famiglia chiamata la "Coppa Gilbert" e battere i suoi fratelli per la prima volta.

## Produzione
Charisma Carpenter e Nicholas Brendon avevano già recitato insieme in Buffy l'ammazzavampiri.

## Distribuzione internazionale
- Stati Uniti d'America: 4 settembre 2006
- Ungheria: 9 febbraio 2006 (Családi kupa)
- Italia: 7 settembre 2008
- Svezia: 1º agosto 2009